# 1230 Riceia
1230 Riceia este un asteroid din centura principală, descoperit pe 9 octombrie 1931 de Karl Reinmuth.